# Suat Hayri Ürgüplü
Suat Hayri Ürgüplü (ur. 13 sierpnia 1903 w Damaszku, zm. 26 grudnia 1981 w Stambule) – turecki prawnik, polityk i dyplomata. Premier Turcji (1965).

## Życiorys
Pochodził ze znanej rodziny muzułmańskich uczonych i urzędników Imperium Osmańskiego. Ukończył renomowane Liceum Galatasaray, następnie akademię prawa w Stambule. Pracował początkowo jako tłumacz, w latach 30. jako sędzia gospodarczy. W 1939 wybrany do Wielkiego Zgromadzenia Narodowego Turcji z Kayseri. W latach 1943–1946 minister handlu zagranicznego i ceł w rządzie Şükrü Saracoğlu, podał się do dymisji.
Ponownie deputowany do parlamentu od 1950 z listy Partii Demokratycznej, zrezygnował z mandatu w 1952 i rozpoczął karierę dyplomatyczną. Został mianowany ambasadorem Turcji w RFN (Niemczech Zachodnich) (1952), następnie w 1955 w Wielkiej Brytanii, w 1959 w USA i w 1960 w Hiszpanii. Po wojskowym zamachu stanu z maja 1960 sądzony przez Najwyższy Sąd Kryminalny ustanowiony dla osądzenia członków Partii Demokratycznej, uniewinniony. W 1961 wybrany na senatora z Kayseri z listy Partii Sprawiedliwości, wybrany na przewodniczącego Senatu.
Po porażce rządu İsmeta İnönü w głosowaniu nad budżetem 13 lutego 1965, po trzech dniach kryzysu parlamentarnego prezydent Cemal Gürsel powierzył misję sformowania nowego rządu przewodniczącemu senatu Suatowi Hayri Ürgüplü, rząd miał działać do przedterminowych wyborów parlamentarnych, wyznaczonych na 25 września 1965. Był to przejściowy rząd administratorów. Po wyborach tekę premiera otrzymał przywódca zwycięskiej Partii Sprawiedliwości Süleyman Demirel, zaś Ürgüplü został w 1966 senatorem z nominacji prezydenta, urząd sprawował do 1972.
Wolnomularz.
Zmarł na atak serca. Pochowany na Edirnekapı Martyr’s Cemetery w europejskiej części Stambułu.